# Ceyx solitarius
El martín pigmeo papú (Ceyx solitarius) es una especie de ave paseriforme de la familia Alcedinidae propia de las islas occidentales de Nueva Guinea, las islas Aru y el archipiélago D'Entrecasteaux.

## Taxonomía
Esta especie se consideraba anteriormente una de las 15 subespecies reconocidas del martín pescador variable (Ceyx lepidus). Un estudio de filogenética molecular publicado en 2013 encontró que la mayoría de las subespecies insulares se habían separado sustancialmente unas de otras. Por lo tanto, el martín pescador variable se dividió y 12 de las subespecies, incluido el martín pigmeo papú, fueron promovidas al estado de especie.